# Get Your Gunn
Get Your Gunn – pierwszy singel grupy Marilyn Manson z ich debiutanckiego albumu Portrait of an American Family. Wydany w 1994 roku.

## Zawartość singla
1. „Get Your Gunn” (wersja albumowa)
2. „Misery Machine” (wersja albumowa)
3. „Mother Inferior Got Her Gunn”
4. „Revelation #9"

## Twórcy
- Marilyn Manson – wokal
- Daisy Berkowitz – gitara
- Gidget Gein – bas
- Sara Lee Lucas – perkusja
- Madonna Wayne Gacy – klawisze, syntezatory